# Спортивная гимнастика на летних Олимпийских играх 2008 — конь
Соревнования на коне среди мужчин на летних Олимпийских играх 2008 года состоялись в Государственном дворце спорта Пекина 17 августа. В соревнованиях участвовали 8 гимнастов (не более двух от одной страны). У каждого гимнаста было только одно выступление.
Чемпионом стал китаец Сяо Цинь, серебряным призёром стал хорват Филип Уде, а бронзовым призёром — британец Луис Смит. Уде и Смит набрали одинаковое количество баллов, но баллы за исполнение у Уде были выше.

## Регламент
В финал соревнований на коне вышли 8 лучших спортсменов (не более двух от каждой страны).

## Результаты
| Место | Спортсмен          | База  | За технику | Штраф | Итог   |
| ----- | ------------------ | ----- | ---------- | ----- | ------ |
| 1     | Сяо Цинь           | 6.400 | 9.475      | -     | 15.875 |
| 2     | Филип Уде          | 6.400 | 9.325      | -     | 15.725 |
| 3     | Луис Смит          | 6.700 | 9.025      | -     | 15.725 |
| 4     | Ян Вэй             | 6.200 | 9.250      | -     | 15.450 |
| 5     | Хироюки Томита     | 6.100 | 9.275      | -     | 15.375 |
| 6     | Ким Джи Хун        | 6.100 | 9.075      | -     | 15.175 |
| 7     | Александр Артемьев | 6.300 | 8.675      | -     | 14.975 |
| 8     | Хосе Луис Фуэнтес  | 6.300 | 8.350      | -     | 14.650 |